# 폼페이 최후의 날 (1959년 영화)
폼페이 최후의 날(Gli Ultimi Giorni Di Pompei, The Last Days Of Pompeii)은 스페인에서 제작된 마리오 보나드 감독의 1959년 액션, 모험, 드라마, 멜로/로맨스 영화이다. 스티브 리브스 등이 주연으로 출연하였다.

## 출연

### 주연
- 스티브 리브스
- 크리스틴 카우프먼

### 조연
- 안젤 아란다
- 앤-마리 바우먼
- 마리오 베리아투아
- 바바라 캐롤

## 제작진
- 원작자: 에드워드 불워 리턴
- 협력프로듀서: 루시오 풀치
- 의상: 비토리오 로지

## 한국어 더빙 성우진 (KBS, 1991년 6월 9일)
- 이정구 - 글라우커스 (스티브 리브스)
- 황원
- 유민석
- 최수민
- 설영범
- 김정애
- 안경진
- 정동열
- 이봉준
- 김창주
- 이호인
- 김준